# Masque d'or (Russie)
Pour l’article homonyme, voir Masque d'or (France).
Le Masque d'or  (en russe Золотая Маска) est un festival de théâtre russe créé en 1994 et doté d'un prix prestigieux.
Le festival accueille des spectacles de théâtre, d'opéra, de danse et de marionnettes. Un Masque d'or est attribué aux meilleurs productions, directeurs, chorégraphes, chefs d'orchestre, metteurs en scène et acteurs.
L'association du Masque d'or est l'organisateur du festival et de la récompense. En outre, l'association organise également des master-classes et ateliers artistiques afin de favoriser la création contemporaine

## Lauréats

### 2009
- Timofei Kouliabine - nomination pour «La meilleure réalisation d'opéra»

### 2010
- Timofeï Kouliabine - nomination pour «Le meilleur spectacle dramatique de grand format» et «Le meilleur metteur en scène»[2]

### 2014
- Timofeï Kouliabine - prix spécial

### 2020
- Artem Ovtcharenko, prix dans la catégorie « Meilleur rôle masculin dans un spectacle de ballet ».